# American Apparel
American Apparel — американская вертикально интегрированная компания, выпускающая и распространяющая одежду. Бренд делает акцент на продукции из натуральных тканей и является одним из самых известных среди производителей хлопковой одежды, включая брюки, футболки, нижнее бельё, а также джинсы и винтажную одежду. Ассортимент компании включает аксессуары для детей и взрослых, постельное бельё, одежду для собак и косметику.
Компания была основана в 1989 году Довом Чарни, который остаётся её генеральным директором. American Apparel принадлежат более трёх сотен магазинов по всему миру, а число сотрудников превышает 11 тыс. Помимо этого, компания сотрудничает с благотворительными фондами и основала собственную программу ''Legalize LA'', направленную на амнистию для нелегальных мигрантов.
В 2015 году компания заявила о своём банкротстве.